# یوبی‌سافت تورنتو
یوبی‌سافت تورنتو (انگلیسی: Ubisoft Toronto) شرکت بازی ویدئویی کانادایی است، که در سال ۲۰۱۰ توسط جید ریموند تأسیس شد.